# 叉车

典型的叉车

叉车（英語：Forklift），又稱叉式起重車或叉架起貨機，台語谐音俗稱豬哥機（ti-ko），是指工廠、倉儲等地方对成件托盘货物进行装卸、堆垛和短距离运输作业的各种轮式搬运车辆。国际标准化组织ISO/TC110称为工业车辆。現代化的叉车发明于1923年（一說1924年）的美國，如今在生产和仓储运营过程中它已成为不可或缺的设备。
由于叉车需要在狭小的空间里作业，因此大多叉车的体形十分小巧，仅可以容纳驾驶人员一人。叉车的前端有着一对可以上升下降的叉子，用来搬运货物，故名。
叉车有内燃机式叉车、电瓶式叉车和步行操纵式叉车，叉车不仅可以将货物叉起，进行水平的运输，也可以将叉取的货物进行垂直方向的堆码。叉车减轻了装卸工人繁重的体力劳动，提高装卸效率，降低装卸成本。

## 设计类型

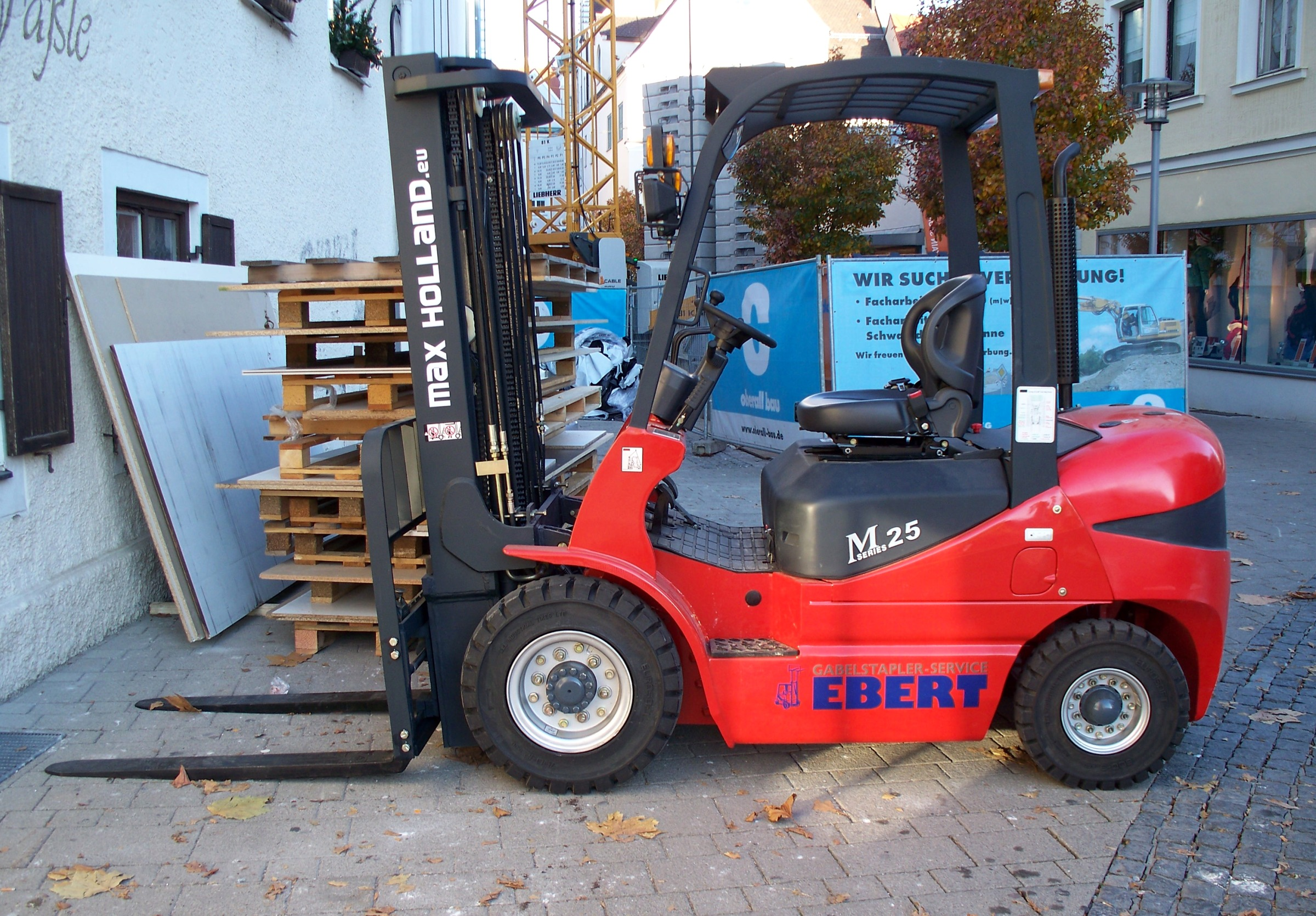
基本構型的德製Stefan Ebert叉车

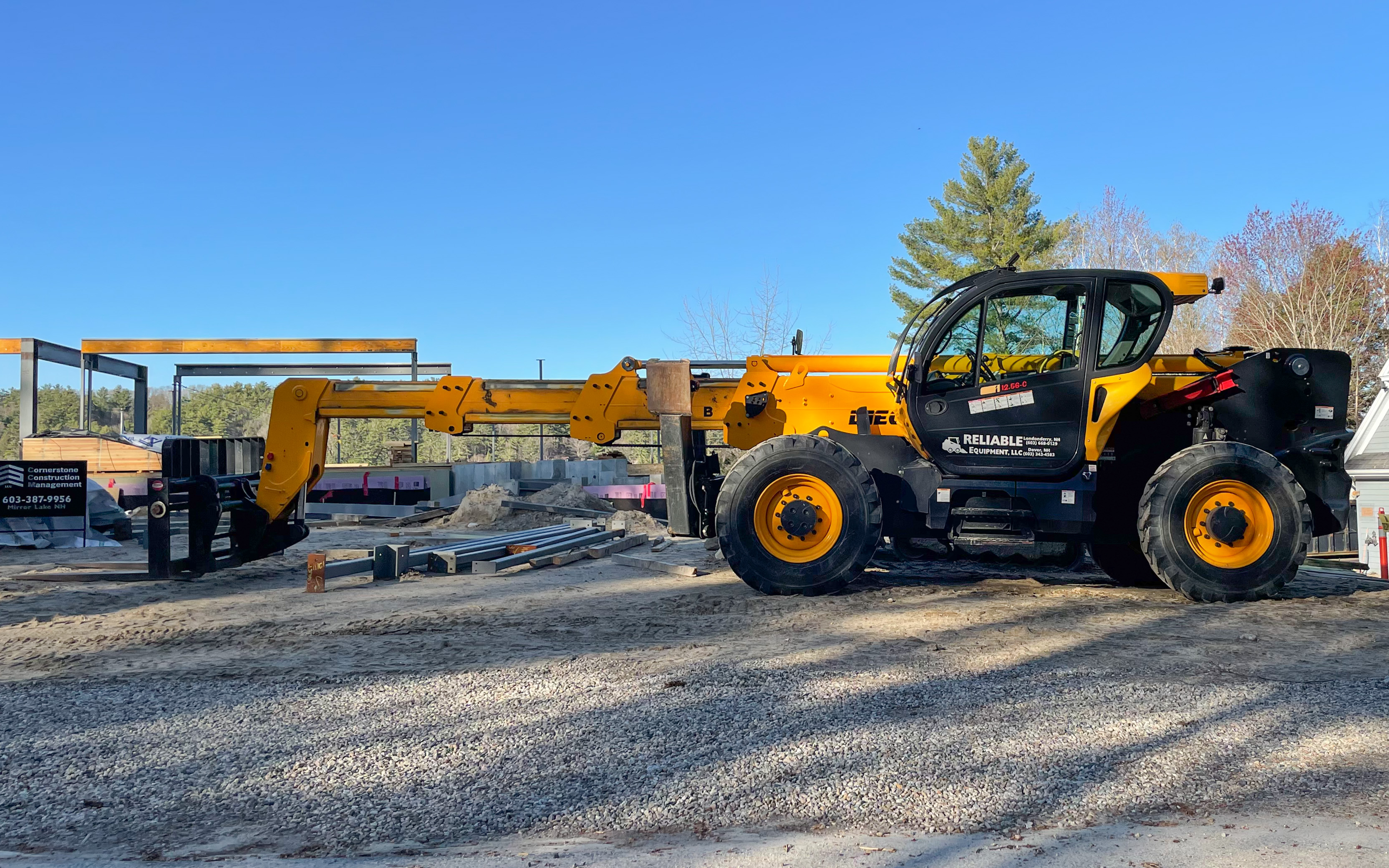
加高型Dieci叉车用於土木工程

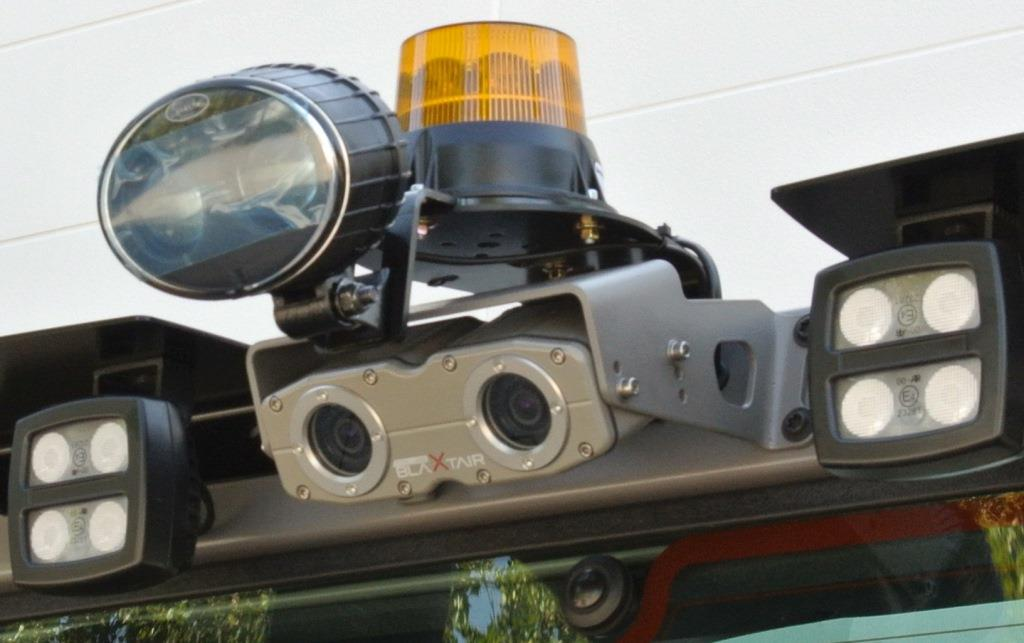
新型的叉车開始導入安全設備

不少国家（或团体）与这种工业车辆有联系。四个主要的工业协会是：中国叉车协会（中国），工业车辆组织（北美），物流欧洲联盟（欧洲）和日本工业车辆协会（日本）。在这些组织之间有许多重要联系并且建立了一些联合统计和工程的项目。
以下是多种叉车类型的清单，按从小到大排列：
- 电动平衡重叉车
- 内燃平衡重叉车
- 窄通道叉车
- 冷凍型叉车
- 防爆型叉车

### 以下台灣稱為拖板車

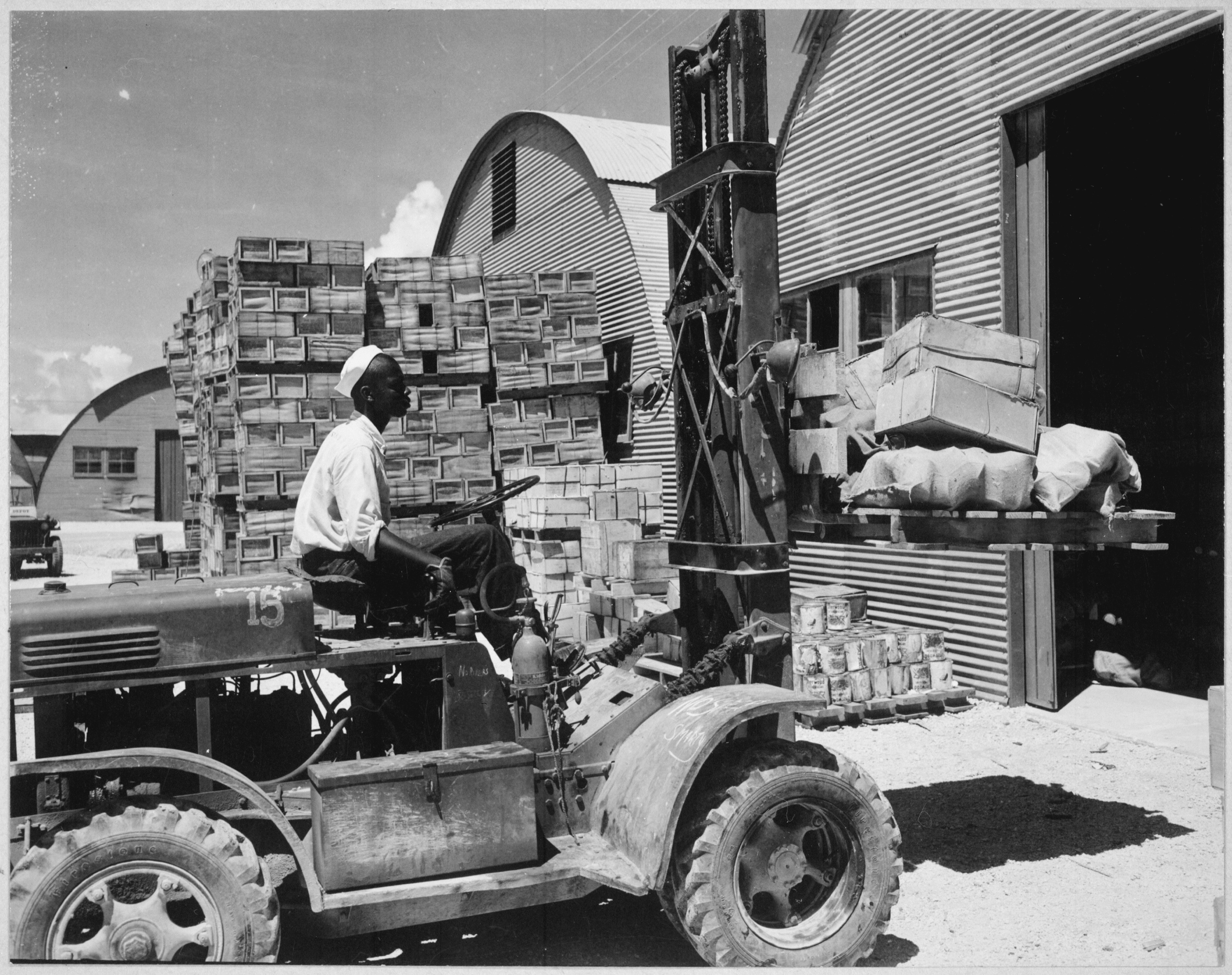
二戰期間裝卸戰備物資的美國海軍倉儲兵

- 手动托盘拖板車
- 步行式托盘拖板車
- 坐驾式托盘拖板車
- 侧站式拖板車